# Janův Důl
Janův Důl település Csehországban, Libereci járásban. Janův Důl Světlá pod Ještědem, Osečná és Český Dub településekkel határos. Lakosainak száma 179 fő (2024. január 1.).

## Népesség
A település lakosságának változását az alábbi diagram mutatja:
| Lakosok száma | 425  | 355  | 291  | 156  | 147  | 137  | 160  | 164  | 169  | 179  |
|               | 1869 | 1890 | 1921 | 1950 | 1980 | 2001 | 2017 | 2019 | 2022 | 2024 |